# Фердинанд I (Румъния)
Фердинанд I е крал на Румъния от 10 октомври 1914 до своята смърт през 1927 година.
Фердинанд I е женен за Мария Александрина Виктория де Единбург.